# Šmiklavž, Slovenj Gradec
Šmiklavž je naselje v Mestni občini Slovenj Gradec.